# Taj Ping-kuo
Taj Ping-kuo (čínsky pchin-jinem Dài Bǐngguó; * 31. března 1941) je bývalý čínský komunistický diplomat a politik, státní poradce státní rady (2008–2013), předtím vedoucí oddělení mezinárodních vztahů ústředního výboru Komunistické strany Číny (1997–2003) a dlouholetý náměstek ministra zahraničí (1991–1995 a 2003–2008). V letech 1997–2012 byl členem ústředního výboru KS Číny.

## Kariéra
Taj Ping-kuo se narodil 17. ledna 1938 v okrese Jin-ťiangu v provincii Kuej-čou, je tchuťiaské národnosti. V letech 1959–1964 studoval ruštinu na S’čchuanské univerzitě, poté absolvoval roční studium na Diplomatické akademii v Pekingu. V letech 1965–1966 se účastnil „čtyř čistek“ v okrese Liou-jang v provincii Chu-nan.
Od roku 1966 pracoval na ministerstvu zahraničních věcí Čínské lidové republiky, a to v oddělení Sovětského svazu a Evropy. V letech 1969–1973 působil na čínském velvyslanectví v Sovětském svazu jako atašé, roku 1973 vstoupil do Komunistické strany Číny a učil se a pracoval ve škole kádrů 7. května. Roku 1974 se vrátil na sovětsko-evropský odbor ministerstva zahraničí, zprvu jako referent, od roku 1985 jako zástupce ředitele a od roku 1986 ředitel odboru. V letech 1989–1991 byl velvyslancem v Maďarsku. Poté v letech 1991–1995 pracoval jako náměstek ministra zahraničí.
Roku 1995 přešel do stranického aparátu, na místo zástupce vedoucího a od roku 1997 vedoucího oddělení mezinárodních vztahů ústředního výboru Komunistické strany Číny. Na XV. sjezdu KS Číny v září 1997 byl zvolen členem ústředního výboru (znovuzvolen 2002 a 2007, do 2012). Roku 2003 se vrátil na ministerstvo zahraničí, opět na pozici náměstka ministra, kterým byl do roku 2008. Současně od roku 2005 řídil úřad ústřední vedoucí skupiny KS Číny pro zahraniční záležitosti a úřad ústřední vedoucí skupiny KS Číny pro národní bezpečnost.
V březnu 2008 byl ve vládě Wen Ťia-paoa jmenován státním poradcem (vládní funkce o stupeň nižší než místopředseda vlády). V březnu 2013 s uplynutím funkčního období vlády z ní odešel, téhož roku ho ve vedení úřadu obou ústředních vedoucích skupin KS Číny nahradil Jang Ťie-čch’ a Taj Ping-kuo se stáhl z politického života.
V letech 2013–2019 byl předsedou Ťinanské univerzity.